# Fossetta

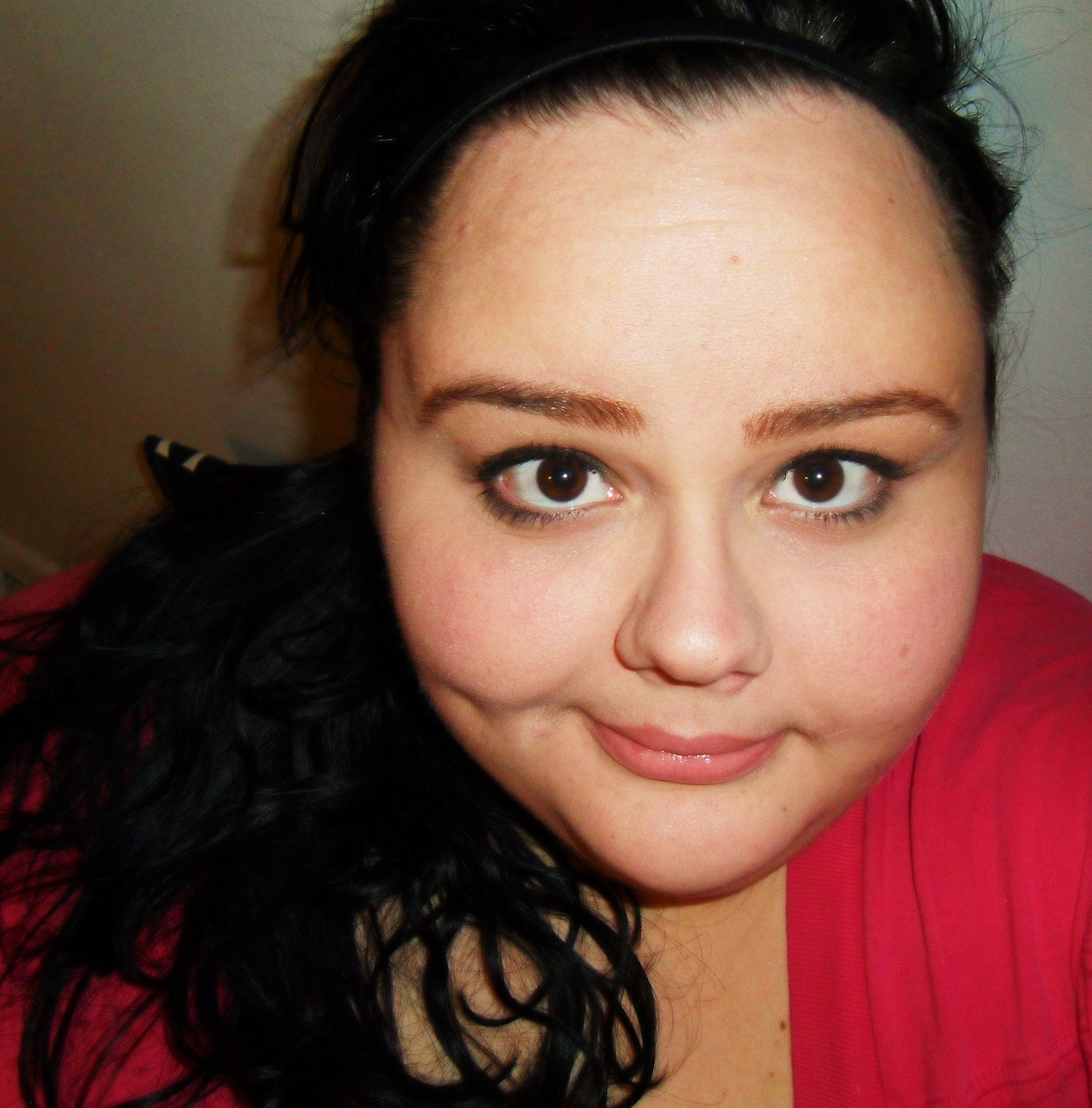
Ragazza con rara fossetta unica, che appare solo su un lato del suo volto.

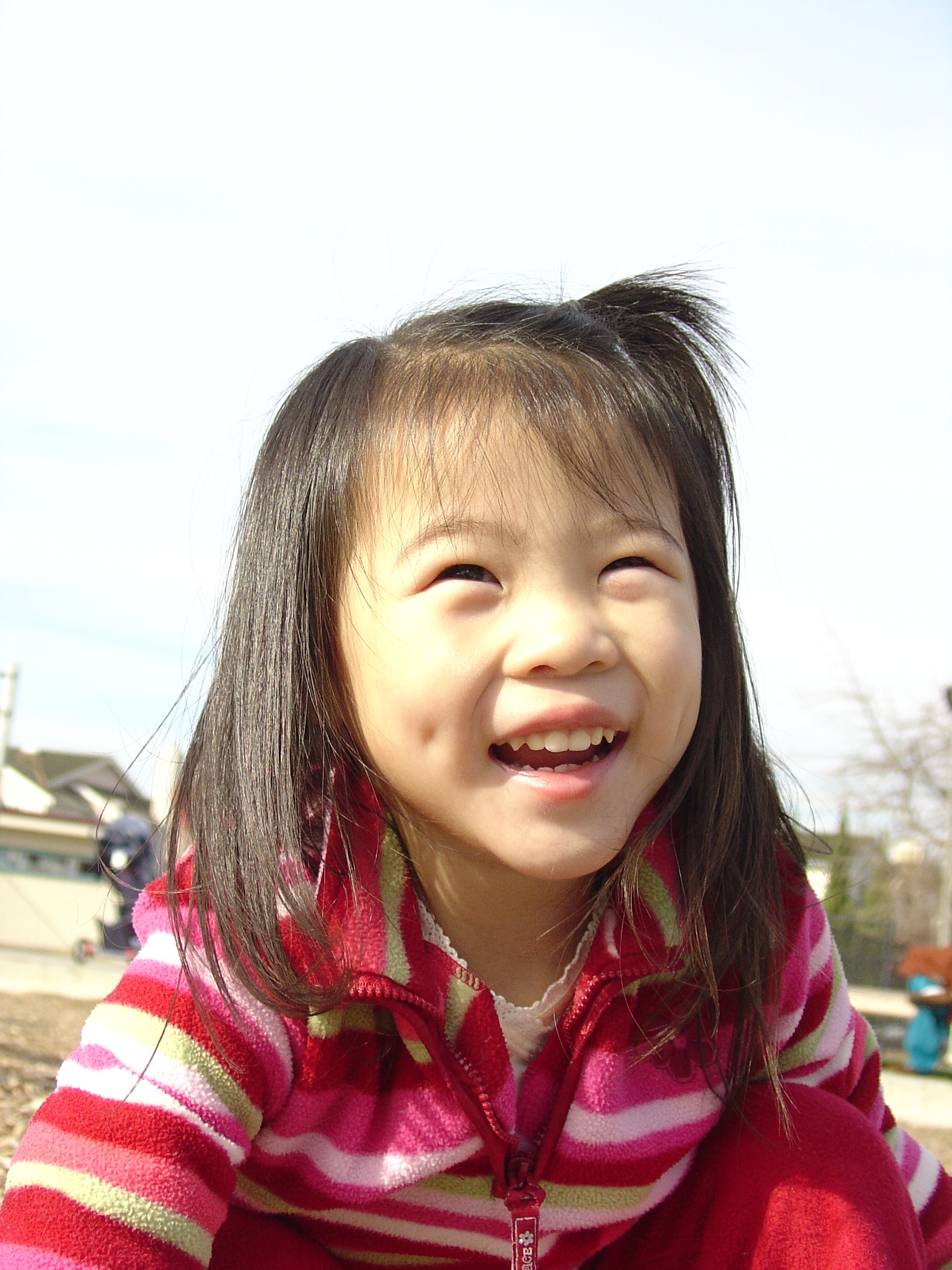
Bambina con fossette.

Una fossetta è una piccola naturale indentazione della pelle in una parte specifica del corpo umano, che appare specialmente sulle guance o sul mento.

## Tratti generali
Le fossette possono apparire o scomparire in diversi periodi di tempo. Talvolta le fossette possono giocare un ruolo nell'attrazione sessuale e nella selezione del partner. In alcune culture, ad esempio, come quella asiatica o in sottogruppi di etnia indiana, le fossette sono apprezzate come segno di attraenza e veracità. Esse possono essere ereditate geneticamente e sono state definite talvolta un tratto di dominanza, ma non c'è alcuna prova scientifica di questo.

## Fisiologia
Le fossette possono essere causate da variazioni nella struttura del muscolo facciale conosciuto come muscolo zigomatico maggiore. Nello specifico, la presenza di un muscolo zigomatico maggiore doppio o bifido può spiegare la formazione di fossette sulle guance. Questa variazione bifida del muscolo nasce come una struttura unica dall'osso zigomatico. Essa si sposta anteriormente, per poi dividersi con un fascio superiore che si inserisce nella tipica posizione sopra l'angolo della bocca. Un fascio inferiore si inserisce invece sotto l'angolo della bocca.